# Użytek ekologiczny „Święte Jezioro”
Święte Jezioro – użytek ekologiczny położony w Borach Dolnośląskich ok. 2 km od miejscowości Parowa w gminie Osiecznica (powiat bolesławiecki, województwo dolnośląskie). Znajduje się na terenie Nadleśnictwa Świętoszów, w leśnictwie Głębokie.
Istnieje od 1 stycznia 2004. Powołany został „Rozporządzeniem Wojewody Dolnośląskiego z dnia 12 grudnia 2003 r. w sprawie uznania za użytki ekologiczne” (Dz. Urz. Woj. Dolnośląskiego Nr 236 poz. 3828 z dnia 17.12.2003). Kolejnym aktem prawnym regulującym jego funkcjonowanie jest „Uchwała Nr XXXVII/198/2013 Rady Gminy Osiecznica z dnia 10 maja 2013 r. w sprawie użytku ekologicznego „Święte Jezioro” w gminie Osiecznica” (Dz. Urz. Woj. Dolnośląskiego poz. 3572 z dnia 07.06.2013).
Opieka i ochrona przyrodnicza obejmuje obszar o powierzchni ponad 157 hektarów śródleśnych podmokłych łąk, torfowisk i rozlewisk z rzadkimi gatunkami ptaków i roślin. Nad Świętym Jeziorem obserwowane są lęgi żurawia, czapli, cyraneczki i kszyka. Teren ten jest miejscem regularnych polowań bielika, błotniaków i kani rudej, stałych toków cietrzewia oraz miejscem bytowania (żeremia) i żerowania bobrów.
Do użytku prowadzi ścieżka edukacyjno-przyrodnicza o długości ok. 300 m, przy której powstało kilka tablic informacyjnych i edukacyjnych oraz wieża widokowa.

## Historia
W pobliżu znajdował się Poligon Przejęsław – radziecki poligon artyleryjski PGWAR, który został zlikwidowany po sierpniu 1992 roku.